# Rhamphomyia albata
Rhamphomyia albata är en tvåvingeart som beskrevs av Daniel William Coquillett 1902. Rhamphomyia albata ingår i släktet Rhamphomyia och familjen dansflugor.
Artens utbredningsområde är Arizona. Inga underarter finns listade i Catalogue of Life.